# Frans Postma
Franciscus Johannes "Frans" Postma (Amsterdam, 22 december 1932 – aldaar, 8 maart 2010) was een Nederlands voetballer die als middenvelder voor AFC Ajax speelde.

## Carrière
Frans Postma maakte in 1955 de transfer van AVV Zeeburgia naar AFC Ajax voor een bedrag van drieduizend gulden. Hij speelde in het seizoen 1955/56 vier wedstrijden in de Hoofdklasse A, waarin Ajax vierde werd en zich plaatste voor de Eredivisie. Postma maakte zijn eredivisiedebuut op 23 september 1956, in de met 4-2 gewonnen thuiswedstrijd tegen GVAV. Hij kwam in de 80e minuut in het veld voor Wim Bleijenberg. Hij speelde in totaal zes wedstrijden in de Eredivisie, die gewonnen werd door Ajax in het seizoen 1956/57. Aan het einde van het seizoen werd hij door Ajax op de transferlijst gezet en maakte hij de overstap naar VSV. Na een seizoen in de Eerste divisie A werd hij door VSV op de transferlijst geplaatst. Later speelde hij nog voor JOS.

### Statistieken
| Seizoen                        | Club           | Land           | Competitie     | Competitie | Competitie | Beker | Beker | Totaal | Totaal |
| Seizoen                        | Club           | Land           | Competitie     | Wed.       | Dlp.       | Wed.  | Dlp.  | Wed.   | Dlp.   |
| ------------------------------ | -------------- | -------------- | -------------- | ---------- | ---------- | ----- | ----- | ------ | ------ |
| 1955/56                        | AFC Ajax       | Nederland      | Hoofdklasse A  | 4          | 0          | –     | –     | 4      | 0      |
| 1956/57                        | AFC Ajax       | Nederland      | Eredivisie     | 6          | 0          | 1     | 0     | 7      | 0      |
| Carrièretotaal                 | Carrièretotaal | Carrièretotaal | Carrièretotaal | 10         | 0          | 1     | 0     | 11     | 0      |
| Bijgewerkt op 15 februari 2021 |                |                |                |            |            |       |       |        |        |